# Lachemilla achilleifolia
Lachemilla achilleifolia är en rosväxtart som först beskrevs av E. J. Remy, och fick sitt nu gällande namn av Werner Hugo Paul Rothmaler. Lachemilla achilleifolia ingår i släktet Lachemilla och familjen rosväxter. Inga underarter finns listade i Catalogue of Life.